# Капци
Капци (жалузине) су део прозора (или врата) који служи да се просторија иза њих заштити од директне сунчеве светлости, буке, јаког ветра и провалника.
Најчешће се састоје од оквира на који се уграђују помичне летвице, међусобно повезане механизмом за померање, помоћу кога се могу закретати, чиме се омогућава пролаз одбијеног сунчевог светла. Могу бити направљени и од дасака, без могућности пропуштања одбијеног светла. Материјал за израду капака је обично исти као и материјал од кога је израђен прозор, мада то није правило. Капци могу бити од дрвета, пластике или метала. Могу бити отвориви или неотвориви.